# Anolis marcanoi
Anolis marcanoi (червоновіяловий кремезний аноліс) — вид ігуаноподібних ящірок родини анолісових (Dactyloidae). Ендемік Домініканської Республіки. Вид названий на честь домініканського натураліста Еухеніо де Хесуса Маркано Фондьора

## Поширення і екологія
Червоновіялові кремезні аноліси мешкають на південних схилах Центрального хребта та на сусідніх низовинах на півдні острова Гаїті. Вони живуть в сухих тропічних лісах, в кокосових гаях та на скелястих схилах. Зустрічаються на висоті від 450 до 1800 м над рівнем моря, спостерігалися на висоті 200 м над рівнем моря.

## Збереження
МСОП класифікує стан збереження цього виду як близький до загрозливого. Anolis marcanoi загрожує знищення природного середовища.